# Тожможари
Тожможа́ри (рос. Тожможары, чув. Тушмашар) — присілок у складі Цівільського району Чувашії, Росія. Входить до складу Булдеєвського сільського поселення.
Населення — 64 особи (2010; 68 у 2002).
Національний склад:
- чуваші — 97 %